# Adrian Lyne
Adrian Lyne (Peterborough, 1941. március 4. –) Oscar- és Golden Globe-díjra jelölt angol filmrendező, forgatókönyvíró és filmproducer.
Fontosabb rendezései közt található a Flashdance (1983), a 9 és 1/2 hét (1986), a Végzetes vonzerő (1987), a Jákob lajtorjája (1990) és a Tisztességtelen ajánlat (1993).

## Élete és pályafutása
A Northgate-i Highgate iskolában tanult. Apja és az öccse, Oliver Lyne (1944–2005) is az Oxfordi Egyetemen tanított, Oliver az egyetemen a klasszikus nyelvek és irodalom professzora is volt.
Adrian Lyne munkásságára a francia új hullám rendezői (Jean-Luc Godard, François Truffaut, Claude Chabrol) nagy hatással voltak. 1988-ban a Végzetes vonzerő rendezéséért Oscar- és Golden Globe-díjra is jelölték, de a díjat mind a két átadón Bernardo Bertolucci kapta meg Az utolsó császár című filmért.

## Rendezői filmográfia
| Év   | Magyar cím              | Eredeti cím       | Feladatkör | Feladatkör | Megjegyzések                                                                               |
| Év   | Magyar cím              | Eredeti cím       | Rendező    | Író        | Megjegyzések                                                                               |
| ---- | ----------------------- | ----------------- | ---------- | ---------- | ------------------------------------------------------------------------------------------ |
| 1973 |                         | The Table         | Igen       | Igen       | rövidfilm                                                                                  |
| 1976 |                         | Mr. Smith         | Igen       | Igen       | rövidfilm                                                                                  |
| 1980 | Rókák                   | Foxes             | Igen       | Nem        |                                                                                            |
| 1983 | Flashdance              | Flashdance        | Igen       | Nem        |                                                                                            |
| 1986 | 9 és 1/2 hét            | 9½ Weeks          | Igen       | Nem        |                                                                                            |
| 1987 | Végzetes vonzerő        | Fatal Attraction  | Igen       | Nem        | - jelölés: Oscar-díj a legjobb rendezőnek - jelölés: Golden Globe-díj a legjobb rendezőnek |
| 1990 | Jákob lajtorjája        | Jacob's Ladder    | Igen       | Nem        |                                                                                            |
| 1993 | Tisztességtelen ajánlat | Indecent Proposal | Igen       | Nem        | jelölés: Arany Málna díj a legrosszabb rendezőnek                                          |
| 1997 | Lolita                  | Lolita            | Igen       | Nem        |                                                                                            |
| 2002 | A hűtlen                | Unfaithful        | Igen       | Nem        | filmproducer                                                                               |
| 2018 |                         | Back Roads        | Nem        | Igen       |                                                                                            |
| 2022 | Mélyvíz                 | Deep Water        | Igen       | Nem        |                                                                                            |

Videóklipek
- Michael Sembello: Maniac (1983)